# 吉本 (後漢)
吉 本（きつ ほん、拼音: Jí Bĕn、? - 建安23年（218年））は、中国後漢末期の医者。吉 丕（きつ ひ）とも呼ばれる。字は不明。子は吉邈・吉穆。司隷馮翊郡池陽県（陝西省咸陽市）の人である吉茂の一族か。

## 生涯
曹操が台頭し魏王となっていた頃、太医令の地位にあった。建安23年（218年）、息子たちと共に、少府の耿紀や金禕・韋晃らが起こしたクーデターに加担する。
当時、曹操は朝廷が置かれていた許都を離れる際、腹心である王必の軍を駐屯させていた。吉邈らは金禕の人物が優れており、また金禕と王必が親しくしていたことを利用し、金禕と共に私兵を率いて王必に夜襲をかけた。しかし王必は負傷しながらも脱出し、許の南側の城に拠ったため、吉本たちの兵は離散したという。王必は典農中郎将の厳匡と共に討伐軍を起こし、吉本たちを斬って乱を平定した。
『三輔決録』の注と『献帝春秋』において、吉邈・吉穆・金禕・耿紀・韋晃の動静の記述があるが、吉本については『三国志』の本伝において、乱を起こして斬られたという記述しかない。

## 物語中の吉丕
小説『三国志演義』においては、吉太（きったい）となっている。字は称平で、人々からは吉平（きっぺい）と呼ばれる名医という設定となっている。董承が病に倒れた際、献帝が診察に差し向けている。そこで董承の曹操暗殺計画に参加し、診察の際に曹操を毒殺しようとするが、計画が事前に漏れていたために失敗して捕らえられる。共犯者を問われて拷問されたため、黙秘を通して自殺してしまう。後に息子達が、父の仇を討つために曹操を狙うことになる。侍医であった等の設定は創作であり、『三国志平話』には「吉平」の名前で曹操の主治医として登場し、董承の計画に参加して曹操に毒を盛ろうとするものの失敗する話があるので、『演義』はその話を基にしたものと思われる。